# 2021年亚洲乒乓球锦标赛
2021年亚洲乒乓球锦标赛是第25届亚洲乒乓球锦标赛，于2021年9月28日至10月5日在卡塔尔多哈进行。这是多哈第二次举办亚洲乒乓球锦标赛。
比赛进行时全球受2019冠狀病毒病疫情的困扰，组委会出台了相应措施以防止感染扩大，包括限制相关人员与外界的接触、强制相关人员在规定场合下佩戴口罩、定期对相关人员进行病毒检测等等。
中国队于2021年8月宣布放弃参加此次比赛，因该队选手需集中精力备战中华人民共和国第十四届运动会、中国乒乓球超级联赛和2021年世界乒乓球锦标赛，同时该国对境外入境人员的隔离政策亦影响该队选手训练。

## 奖牌得主
| 项目     | 金牌                                                    | 银牌                                                  | 铜牌                                                                                      |
| 男子单打 | 李相秀                                                  | 莊智淵                                                | 張禹珍                                                                                    |
| 男子单打 | 李相秀                                                  | 莊智淵                                                | 戶上隼輔                                                                                  |
| 女子单打 | 早田希娜                                                | 申裕斌                                                | 安藤南                                                                                    |
| 女子单打 | 早田希娜                                                | 申裕斌                                                | 芝田沙季                                                                                  |
| 男子双打 | 宇田幸矢 戶上隼輔                                       | 張禹珍 林鐘勳                                         | Harmeet Desai Manav Thakkar                                                               |
| 男子双打 | 宇田幸矢 戶上隼輔                                       | 張禹珍 林鐘勳                                         | 沙拉特·卡迈勒 萨蒂延·格纳纳塞卡兰                                                         |
| 女子双打 | 田志希 申裕斌                                           | 杜凱琹 李皓晴                                         | 長崎美柚 安藤南                                                                           |
| 女子双打 | 田志希 申裕斌                                           | 杜凱琹 李皓晴                                         | 鄭先知 劉馨尹                                                                             |
| 混合双打 | 戶上隼輔 早田希娜                                       | 張禹珍 田志希                                         | 黃鎮廷 杜凱琹                                                                             |
| 混合双打 | 戶上隼輔 早田希娜                                       | 張禹珍 田志希                                         | 何鈞傑 李皓晴                                                                             |
| 男子团体 | · 張禹珍 · 安宰賢 · 林鐘勳 · 趙成敏 · 李相秀            | 中華臺北 · 陳建安 · 莊智淵 · 馮翊新 · 黃彥誠 · 孫嘉宏 | 印度 · Sanil Shetty · Harmeet Desai · Manav Thakkar · 萨蒂延·格纳纳塞卡兰 · 沙拉特·卡迈勒 |
| 男子团体 | · 張禹珍 · 安宰賢 · 林鐘勳 · 趙成敏 · 李相秀            | 中華臺北 · 陳建安 · 莊智淵 · 馮翊新 · 黃彥誠 · 孫嘉宏 | 日本 · 木造勇人 · 篠塚大登 · 戶上隼輔 · 吉村和弘 · 村松雄斗                               |
| 女子团体 | 日本 · 早田希娜 · 佐藤瞳 · 芝田沙季 · 長崎美柚 · 安藤南 | · 崔孝珠 · 徐孝元 · 田志希 · 申裕斌 · 李時溫          | 香港 · 吳穎嵐 · 李皓晴 · 朱成竹 · 林依諾 · 杜凱琹                                         |
| 女子团体 | 日本 · 早田希娜 · 佐藤瞳 · 芝田沙季 · 長崎美柚 · 安藤南 | · 崔孝珠 · 徐孝元 · 田志希 · 申裕斌 · 李時溫          | 新加坡 · 王歆茹 · 魏睿萱 · 张菀玲 · 周靖祎 · 林叶                                         |

## 奖牌榜
| 排名                     | 国家 / 地区              | 金牌 | 銀牌 | 銅牌 | 总计 |
| ------------------------ | ------------------------ | ---- | ---- | ---- | ---- |
| 1                        | 日本                     | 4    | 0    | 5    | 9    |
| 2                        |                          | 3    | 4    | 1    | 8    |
| 3                        | 中華臺北                 | 0    | 2    | 1    | 3    |
| 4                        | 香港                     | 0    | 1    | 3    | 4    |
| 5                        | 印度                     | 0    | 0    | 3    | 3    |
| 6                        | 新加坡                   | 0    | 0    | 1    | 1    |
| 总计（共6个国家 / 地区） | 总计（共6个国家 / 地区） | 7    | 7    | 14   | 28   |